# Malscher Aue
Malscher Aue ist ein Naturschutzgebiet mit 23,9 ha und ein ergänzendes Landschaftsschutzgebiet (LSG) mit 47 ha zwischen Malsch und Mühlhausen im Rhein-Neckar-Kreis in Baden-Württemberg. Ein weiterer, 3,8 ha großer LSG-Bereich gehört zu Bad Schönborn im Landkreis Karlsruhe.

## Steckbrief
Das Gebiet wurde per Verordnung vom 13. Juni 1985 als Natur- und Landschaftsschutzgebiet ausgewiesen und wird unter den Schutzgebietsnummern 2.082 (NSG) sowie 2.26.020 und 2.15.030 (LSG) beim Regierungspräsidium Karlsruhe geführt. Das Naturschutzgebiet hat eine Fläche von 23,9 Hektar und ist in die IUCN-Kategorie IV, ein Biotop- und Artenschutzgebiet, eingeordnet. Die WDPA-ID lautet 163696 und entspricht dem europäischen CDDA-Code und der EUNIS-Nr.
Der Schutzzweck „ist die Erhaltung 
- der Bachaue entlang des Hengstbaches bei Malsch mit ihren letzten zusammenhängenden Schilf-, Seggen- und Hochstaudenflächen, ihrer Buschvegetation sowie ihren Hecken- und Waldrandbereichen als Feuchtgebiet von regionaler Bedeutung und als Lebensraum von zum Teil erheblich gefährdeten Tier- und Pflanzenarten.
- für das Landschaftsschutzgebiet ist die Sicherung eines für das Naturschutzgebiet notwendigen Ergänzungsraumes mit seinen zum Teil feuchten Wiesen und Gehölzbeständen.“

Die nördlich des Naturschutzgebiets gelegene Graspiste des Segelfluggeländes Malsch ist Teil des Landschaftsschutzgebiets.